# Associazione Calcio Perugia 1961-1962
Questa voce raccoglie le informazioni riguardanti l'Associazione Calcio Perugia nelle competizioni ufficiali della stagione 1961-1962.

## Rosa
| N. |                    | Ruolo | Calciatore         |
| -- | ------------------ | ----- | ------------------ |
|    | Italia (bandiera)  | P     | Lamberto Boranga   |
|    | Francia (bandiera) | P     | Robert Forte       |
|    | Italia (bandiera)  | D     | Oberdan Ferri      |
|    | Italia (bandiera)  | D     | Nicola Marinelli   |
|    | Italia (bandiera)  | D     | Romano Morosi      |
|    | Italia (bandiera)  | D     | Gaudenzio Trentini |
|    | Italia (bandiera)  |       | Giulio Bromuri     |
|    | Italia (bandiera)  | C     | Vittorio Baroncini |
|    | Italia (bandiera)  | C     | Giampaolo Cominato |

| N. |                   | Ruolo | Calciatore<      |
| -- | ----------------- | ----- | ---------------- |
|    | Italia (bandiera) | C     | Gianni Corti     |
|    | Italia (bandiera) | C     | Sergio Finetti   |
|    | Italia (bandiera) | C     | Oriano Nenci     |
|    | Italia (bandiera) | C     | Massimo Roscini  |
|    | Italia (bandiera) | A     | Ilario Castagner |
|    | Italia (bandiera) | A     | Carlo Cattabiani |
|    | Italia (bandiera) | A     | Dante Fortini    |
|    | Italia (bandiera) | A     | Benito Moratelli |